# Ho sognato troppo l'altra notte?
Ho sognato troppo l'altra notte? è il secondo album da solista del cantante pop italiano Mauro Ermanno Giovanardi, pubblicato il 16 febbraio 2011 dall'etichetta discografica Sony.
Il disco è stato pubblicato in occasione della partecipazione dell'artista al Festival di Sanremo 2011 con il brano Io confesso, in collaborazione con Matteo Curallo, ricomponendo così per l'occasione i La Crus, con il soprano Susanna Rigacci e la direzione d'orchestra di Fabio Gurian.
Altre collaborazioni presenti sono quelle con Violante Placido e Syria.

## Tracce
1. Io confesso
2. Se perdo anche te / Solitary Man (testo: Franco Migliacci e Antonio Bazzocchi – musica: Neil Diamond)
3. Il diavolo
4. Desio (il rumore del mondo)
5. Bang bang (testo: Alessandro Colombini e Miki Del Prete – musica: Sonny Bono) – (con Violante Placido)
6. Lascia che
7. Un garofano nero
8. La malinconia dopo l'amore – (con Syria)
9. Neil Armstrong
10. Bang Bang (My Baby Shot Me Down) – (Ok Corral Version)
11. Se perdo anche te (testo: Franco Migliacci e Antonio Bazzocchi – musica: Neil Diamond) – (Acoustic Version) (iTunes Bonus Track)

Durata totale: 0:00

## Formazione
- Mauro Ermanno Giovanardi - voce, cori
- Leziero Rescigno - batteria, cori, pianoforte, organo Hammond, chitarra
- Marco Carusino - chitarra acustica, cori, chitarra elettrica, basso
- Paolo Perego - basso, cori
- Cesare Malfatti - chitarra, cori
- Daniele Giardina - tromba, flicorno
- Massimo Zanotti - trombone

## Classifiche
| Classifica (2011) | Posizione massima |
| ----------------- | ----------------- |
| Italia            | 18                |